# Штайгра
Штайгра (нім. Steigra) — громада в Німеччині, розташована в землі Саксонія-Ангальт. Входить до складу району Заалє. Складова частина об'єднання громад Вайда-Ланд.
Площа — 29,65 км2. Населення становить 1112 ос. (станом на 31 грудня 2021). Громада поділяється на 2 сільських округи.